# پل ریکارد هوی ینسن
پل ریکارد هوی ینسن (دانمارکی: Poul Richard Høj Jensen؛ زادهٔ ۲ ژوئن ۱۹۴۴) قایقران قایق بادبانی اهل دانمارک بود.